# Pubertad precoz
La pubertad precoz o  es la aparición progresiva de signos de pubertad a una edad cronológica por debajo de la media esperada para una determinada población. 

## Tipos y causas
Los desarrollos tempranos de vello púbico, mamas, o genital pueden llegar a ser considerados normales en determinados contextos pero así mismo puede que sean producto de ciertas alteraciones en el correcto funcionamiento del organismo. La pubertad precoz es normal en todo sentido (dentro de un margen biológico equilibrado) menos en lo que respecta a la edad y se le llama pubertad precoz idiopática central. Puede ser parcial o total. 
La pubertad central puede ocurrir prematuramente si el sistema inhibitorio, es decir, en el Hipotálamo o en la Glándula Pituitaria del cerebro se daña y produce pulsátilmente hormona gonadotropina (GnRH).

Al desarrollo sexual secundario inducido por esteroides sexuales de otras fuentes anormales (por tumores gonádicos o adrenales, hiperplasia suprarrenal congénita, etc.) se lo denomina como pubertad precoz periférica o pseudopubertad precoz.

## Significados clínicos
El desarrollo sexual precoz necesita imperiosamente una evaluación debido a:
1. Inducir temprana maduración de huesos y reducir eventualmente la altura de adulto.
2. Causar problemas sociales significativos.
3. Indicar la presencia de tumores o de otros problemas serios como malformaciones óseas.

## Límites
No hay un límite de edad prefijado para separar los procesos sexuales normales de los anormales, pero los siguientes modelos de edades pueden minimizar el riesgo de perder el estudio de problemas significativos:

### En el varón
- Vello púbico o alargamiento de genitales en niños por debajo de los 7 a los 10 años.
- Desarrollo de mamas en niños (masculinos) antes de la aparición de vello púbico y del alargamiento de testículos.

### En la mujer
- Vello púbico antes de los 8 o desarrollo de mamas en niñas (femenino) por debajo de los 7 años.
- Menarquia (hemorragia ginecológica por ovulación) en niñas antes de los 9 a 11 años.

### Causas sugeridas
- Estrógenos en el ambiente (ingesta de medicamentos, alimentos contaminados con estrógenos).
- Estilo de vida sedentario.
- Obesidad.
- Hamartoma hipotalámico (33% de casos de PP central)

## Manejo de PP
El tratamiento de la PPC está dirigido a: solucionar la causa de la activación precoz del eje HHG e inhibir la secreción secundaria de gonadotropinas. Los principales objetivos de la terapia buscan: interrumpir la maduración sexual hasta la edad normal de inicio puberal, suprimir la aceleración de la maduración esquelética y preservar el potencial de crecimiento estatural para evitar talla baja final.

## Otros avisos
El diagnóstico médico y su evaluación es necesario para reconocer a aquellos infantes con condiciones severas de salud, de aquellos que ingresan a la pubertad precoz siendo normales en salud (los cuales empeorarán en salud más adelante).
Los niños con obesidad son más propensos a madurar físicamente más temprano.
La pubertad precoz puede hacer a una niña capaz de concebir a muy tempranas edades, lo cual es peligroso tanto para la madre como para el hijo. Ambos sexos pueden ser padres antes de los 10 años.